# 라스베가스의 도박사들
《라스베가스의 도박사들》(영어: Lookin' to Get Out)은 미국에서 제작된 핼 애슈비 감독의 1982년 코미디 영화이다. 존 보이트 등이 출연하였고, 로버트 섀플 등이 제작에 참여하였다.

## 출연진
- 존 보이트
- 앤마그릿
- 버트 영
- 앨런 켈러
- 버트 렘슨
- 리처드 브래드퍼드
- 앤젤리나 졸리
- 폭스 해리스
- 마셜린 버트런드

## 기타 제작진
- 배역: 린 스톨매스터
- 미술: 로버트 보일